# Кадам (озеро)
Ка́дам (также известно под названиями: Большой Кадам, Ка́домское, Кодомское, Ка́дамское, Ка́дамские озёра, Ка́дамты) — реликтовое, пойменное озеро на юге Республике Коми, расположено в центральной части Усть-Куломского района. Входит в состав гидрологической системы озера Донты (Дон, Донское).

## Этимология
Данный гидроним этимологически происходит от коми-пермяцкого языка, в котором слово «кадмыны» означает заболачиваться, заболотиться, зарасти, а слово «ты» — озеро. Первоначальная форма (коми-перм. Кадмӧмты) означает «заболоченное, заросшее озеро». Фонетические изменения произошли на почве местного верхневычегодского диалекта, в результате образовалась современная форма названия «Кадам».

## Гидрография
Озеро расположено у северо-западной окраины обширного расширения долины реки Вычегды. Состоит из трёх частей: Дзеля-Кадам (коми-перм. Дзӧля — малый) (длина ≈250 м, ширина ≈150 м, площадь ≈0,05 км²) (61°33′46″ с. ш. 54°01′08″ в. д.), Шер-Кадам (коми-перм. Шӧр — средний) (длина ≈700 м, ширина ≈900 м, площадь ≈0,5 км²)(61°33′37″ с. ш. 54°02′17″ в. д.) и Ыджыд-Кадам (коми-перм. Ыджыд — большой) (61°32′38″ с. ш. 53°59′08″ в. д.). Площадь озера (Ыджыд-Кадам) составляет примерно 3,5 км², длина около 3 км, ширина около 2,5 км. Находится на высоте ≈105 м над уровнем моря, на заболоченном правом берегу Вычегды, в 7 км к северу от устья реки Северная Кельтма.

## История
Окружающее озеро большое сфагновое болото Донское (Доннюр) свидетельствует о том то что когда-то Кадам, вместе с прилегающими озёрами, представлял собой огромный округлой формы приледниковый водоём, образовавшийся в период последней ледниковой эпохи. Большая часть водных масс которого, после отступания первого постмаксимального оледенения, была спущена Вычегдой. Что способствовало его дальнейшему зарастанию и обмелению до нынешнего состояния.

## Экология
Озеро входит в состав регионального болотного заказника Дон-ты.
Дно озера покрыто мощными отложениями сапропеля и торфянистого ила.
Ихтиофауна представлена окунем, карасем, щукой, плотвой.

## Населённые пункты
Озеро расположено примерно в 18 км юго-восточнее районного центра, села Усть-Кулом. Неподалёку от озера расположены следующие населённые пункты:
- село Керчомъя (≈6,5 км южнее)
- село Дон (≈8,5 км северо-западнее)

## Интересные факты
Озера Донты и Кадам предложено включить в список «7 чудес Республики Коми».